# Syngastes pietschmanni
Syngastes pietschmanni is een eenoogkreeftjessoort uit de familie van de Tegastidae. De wetenschappelijke naam van de soort is voor het eerst geldig gepubliceerd in 1932 door Pesta.